# Candy Necklace
«Candy Necklace» es una canción de la cantante y compositora estadounidense Lana Del Rey, en colaboración con el cantante y compositor estadounidense Jon Batiste, perteneciente a su noveno álbum de estudio, Did You Know That There's a Tunnel Under Ocean Blvd (2023). Fue lanzada como un disco de imagen de edición limitada el 6 de octubre de 2023. El 10 de noviembre de 2023, la canción fue nominada a «Mejor Actuación de Dúo/Grupo Pop» para la 66ª edición de los Premios Grammy.
El video musical, dirigido por Rich Lee, recibió críticas generalmente favorables, siendo nominado en los Premios del Gremio de Directores de Arte y ganando el Premio MTV al Mejor Video Alternativo.

## Antecedentes
El 23 de agosto de 2022, Lana Del Rey publicó un fragmento de la canción en su cuenta de Instagram. Posteriormente, la canción se lanzó oficialmente en las plataformas de streaming el 24 de marzo de 2023. Coincidiendo con el lanzamiento de la canción, se publicó un visualizador en YouTube para adelantar el próximo video musical.

## Video musical
El video musical oficial, dirigido por Rich Lee, tiene una duración de once minutos y fue filmado en Los Ángeles. El visual comienza con un cameo del cineasta estadounidense John Waters, quien presenta a los espectadores la actuación de Del Rey y Batiste. Al final del video, Del Rey explica el significado del visual: «La razón por la cual todo debía ser detrás de cámaras es porque todas estas mujeres que, como, cambiaron su nombre, cambiaron su cabello, como yo y todo eso. Es como si todas cayeran en diferentes agujeros de serpiente. Así que el punto es, ¿cómo aprendes de eso y no caes en tu propia trampa?».

## Premios y nominaciones
| Año  | Premio                          | Categoría                        | Resultado | Ref.   |
| ---- | ------------------------------- | -------------------------------- | --------- | ------ |
| 2023 | MTV Video Music Awards          | Mejor vídeo alternativo          | Ganadora  | [ 8 ]  |
| 2023 | MTV Video Music Awards          | Mejor dirección artística        | Nominada  | [ 9 ]  |
| 2024 | Premios Grammy                  | Mejor actuación de dúo/grupo pop | Nominada  | [ 10 ] |
| 2024 | Art Directors Guild             | Formato corto y vídeos musicales | Nominada  | [ 11 ] |
| 2024 | Premios Gold Derby de la Música | Mejor colaboración               | Ganadora  | [ 12 ] |

## Gráficos
| Listas (2023)                                 | Mejor posición |
| --------------------------------------------- | -------------- |
| Irlanda (IRMA)                                | 75             |
| Reino Unido (UK Singles Chart)                | 68             |
| Estados Unidos (Hot Rock & Alternative Songs) | 22             |

## Historial de lanzamientos
| Región  | Fecha                | Formatos               | Discográfica | Ref.   |
| ------- | -------------------- | ---------------------- | ------------ | ------ |
| Variado | 24 de marzo de 2023  | Descarga digital       | Interscope   | [ 16 ] |
| Variado | 6 de octubre de 2023 | Sencillo de 7 pulgadas | Interscope   | [ 16 ] |